# San Miguel Chinela
San Miguel Chinela är en ort i Mexiko.   Den ligger i kommunen La Perla och delstaten Veracruz, i den sydöstra delen av landet, 210 km öster om huvudstaden Mexico City. San Miguel Chinela ligger 3 279 meter över havet och antalet invånare är 130.
Terrängen runt San Miguel Chinela är bergig åt nordväst, men åt sydost är den kuperad. Runt San Miguel Chinela är det ganska tätbefolkat, med 199 invånare per kvadratkilometer. Närmaste större samhälle är Río Blanco, 19,4 km söder om San Miguel Chinela. I omgivningarna runt San Miguel Chinela växer huvudsakligen savannskog.